# Chan Ya-lin
Chan Ya-lin (chinesisch 詹雅玲; * 5. März 1976) ist eine taiwanische Badmintonspielerin.

## Karriere
Chan Ya-lin nahm 2000 im Dameneinzel an Olympia teil. Sie verlor dabei in Runde drei und wurde somit 9. in der Endabrechnung. Bei den Hong Kong Open 1998 hatte sie den dritten Platz im Dameneinzel belegt.

## Sportliche Erfolge
| Saison | Veranstaltung              | Disziplin   | Platz | Name        |
| ------ | -------------------------- | ----------- | ----- | ----------- |
| 1998   | Hong Kong Open             | Dameneinzel | 3     | Chan Ya-lin |
| 2000   | Olympia                    | Dameneinzel | 9     | Chan Ya-lin |
| 2001   | Taiwan:Landesmeisterschaft | Dameneinzel | 1     | Chan Ya-lin |